# Amastridium veliferum
Espèce
Synonymes
- Fleischmannia obscura Boettger, 1898
- Phrydops melas Boulenger, 1905

Statut de conservation UICN

 LC  : Préoccupation mineure
Amastridium veliferum est une espèce de serpents de la famille des Dipsadidae.

## Répartition
Cette espèce se rencontre au Nicaragua, au Costa Rica et au Panama.

## Taxinomie
La sous-espèce Amastridium veliferum sapperi a été élevée au rang d'espèce.

## Publication originale
- Cope, 1860 : Descriptions of reptiles from tropical America and Asia. Proceedings of the Academy of Natural Sciences of Philadelphia, vol. 1860, p. 368-374 (texte intégral).